# 僕らのナツ!!
「僕らのナツ!!」（ぼくらのなつ）は、Dream5の2枚目のシングル。2010年8月4日にavex traxから発売された。

## 解説
- 2010年7月31日のNHKホールで行われた天才てれびくんMAXのイベントで当選者限定で先行発売された後、2010年8月4日にavex traxから正式発売された。
- CDとDVDがセットになっているバージョンと、CDのみのバージョンの2種類が発売された。
- CDに封入されている応募券を期限までにエイベックス宛てに送ると、全メンバーからの直筆残暑見舞いが応募者全員に送られる企画が行われた。
- 「僕らのナツ!!」は、2010年6月24日に天才てれびくんMAXの木曜生放送で初めて披露された。

## 収録曲
CD
1. 僕らのナツ!! [4:25]
作詞:前田亘輝、作曲：春畑道哉、編曲：鈴木Daichi秀行
2. Lucky Days [5:01]
作詞：BOUNCEBACK、作曲：日比野裕史、編曲：渡辺徹・日比野裕史
3. 僕らのナツ!!（Instrumental）[4:25]
4. Lucky Days（Instrumental）[4:58]

DVD
1. 僕らのナツ!!（Music Video）
2. 僕らのナツ!!（振りビデオ）
振り付けはAAAの末吉秀太。
3. しげもん劇場
重本ことりが制作したキャラクター「しげもん」[1]が動く漫画になり収録されている。

## タイアップ
| 曲名         | タイアップ                                               |
| ------------ | -------------------------------------------------------- |
| 僕らのナツ!! | NHK教育『天才てれびくんMAX』2010年8月度MTK               |
| Lucky Days   | テレビ東京系アニメ『うちの3姉妹』第4期オープニングテーマ |